# 마티아스 페르난데스
마티아스 아리엘 페르난데스 페르난데스(스페인어: Matías Ariel Fernández Fernández, 1986년 5월 15일 아르헨티나 부에노스아이레스 ~ )는 칠레의 축구 선수로, 포지션은 공격형 미드필더이며 현재 칠레 프리메라 디비시온의 데포르테스 라 세레나 소속으로 뛰고 있다.
드리블 기술과 프리킥에 강한 면모를 갖고 있는 플레이메이커이며 "마티"(Mati), "엘 펠루사"(El Pelusa, 스페인어로 "솜털"이라는 뜻), "마티골"(Matigol) 등의 별명으로 부르기도 한다.

## 경력

### 클럽
아르헨티나의 수도 부에노스아이레스 근교 지역인 카발리토(Caballito)에서 아르헨티나인 어머니와 칠레인 아버지 사이에서 태어났으며 4세 때 칠레 라칼레라(La Calera)로 이주했다. 12세 때 콜로-콜로 유소년 팀에 입단했고 2004년 8월 1일에 열린 우니베르시다드 데 칠레와의 칠레 프리메라 디비시온 경기에서 데뷔하게 된다. 그로부터 1주일 후에 열린 코브레살과의 경기에서 자신의 첫 번째 골과 두 번째 골을 기록했고 같은 시즌에 열린 오히긴스와의 경기에서 환상적인 골을 기록하면서 팬들로부터 "마티골"(Matigol)이라는 별명으로 부르게 된다.
2004년 클라우수라 시즌에서 8골을 기록했고 나중에는 최우수 영 플레이어 상을 수상하게 된다. 2006년 아페르투라 시즌에서는 콜로-콜로의 24번째 리그 우승에 공헌했고 같은 해 12월에 열린 코파 수다메리카나 6경기에 선발 출전하면서 9득점을 기록했고 팀을 결승전까지 진출시켰지만 콜로-콜로는 멕시코의 CF 파추카에 패하면서 준우승을 차지하게 된다. 2006년 클라우수라 시즌에서도 콜로-콜로의 우승을 이끌었고 같은 해에 남아메리카 올해의 축구 선수로 선정되었다.
2006년 10월 말 870만 유로의 이적료 계약을 맺고 스페인의 비야레알로 이적했으며 2007년 1월 7일에 열린 발렌시아와의 경기(비야레알이 0-1로 패함)에 출전하면서 라 리가 무대에 데뷔하게 된다. 그로부터 3개월 후에 열린 힘나스틱 데 타라고나와의 경기(비야레알이 3-0으로 승리함)에서 첫 득점을 기록했다. 2007-08 라 리가 시즌에서 30경기에 선발 출전하면서 3득점을 기록했고 팀이 라 리가에서 2위를 차지하는 데에 공헌했다. 2009년 5월 10일에 열린 바르셀로나와의 경기에서 페널티킥 득점을 기록했고 비야레알은 바르셀로나와 3-3 무승부를 기록했다.
2009년 7월 1일 포르투갈의 스포르팅 CP로 이적했으며 이적료는 365만 유로(출전 경기 수에 따라 50만 유로가 추가된다는 조건이 붙음), 계약 기간은 4년이었다. 10월 27일 비토리아 기마랑이스(1-1 무승부)와의 첫 득점을 기록했으며 그로부터 1주일 뒤에 열린 CS 마리티무(1-1 무승부)와의 경기에서도 득점을 기록했다. 에버튼과의 UEFA 유로파 리그 16강전 경기(스포르팅 CP가 3-0으로 승리함)에서 인저리 타임에 득점을 기록했고 스포르팅은 합계 4-2 승리를 기록하게 된다.

### 국가대표
2005년 FIFA 세계 청소년 축구 선수권 대회에 출전한 칠레 대표팀의 주장을 맡았으며 온두라스와의 경기(칠레가 7-0으로 승리함)에서 득점을 기록했다. 칠레는 비록 네덜란드와의 16강전 경기에서 패하면서 탈락하긴 했지만 그는 전체적으로 좋은 플레이를 보여주었다.
2007년 코파 아메리카와 2010년 FIFA 월드컵, 2011년 코파 아메리카에서 칠레 대표로 출전했다. 2010년 FIFA 월드컵에서 온두라스(칠레가 1-0으로 승리함), 스위스(칠레가 1-0으로 승리함)와의 조별 예선 경기에 선발 출전했으며 칠레의 16강 진출에 공헌했다.

## 수상

### 클럽
콜로콜로
- 칠레 프리메라 디비시온 우승 (아페르투라 2006, 클라우수라 2006)

### 개인
- 2006년 남아메리카 올해의 축구 선수 선정